# ЦХОЯТ
Централизованное хранилище отработанного ядерного топлива (укр. Централізоване сховище відпрацьованого ядерного палива, сокр. ЦХОЯТ/ЦСВЯП) — наземное сухое хранилище отработанного ядерного топлива (ОЯТ) контейнерного типа в чернобыльской зоне отчуждения (Украина).
Заказчик Национальная атомная энергогенерирующая компания «Энергоатом» по технологиям американской компании Holtec International.. 
Работы были начаты в 2017 году, оценочная стоимость 37 млрд гривен. Первый комплекс ЦХОЯТ был запущен к августу 2021 г.
Хранилище будет принимать отработанное топливо Ровенской, Хмельницкой и Южно-Украинской АЭС. 
Ёмкость ЦХОЯТ должна составить 458 контейнеров на 16 529 отработавших ТВС для реакторов типа ВВЭР-440 и ВВЭР-1000. 
Хранилище рассчитано на 100 лет временного хранения, в течение которых должно быть принято решение о последующей судьбе ОЯТ.

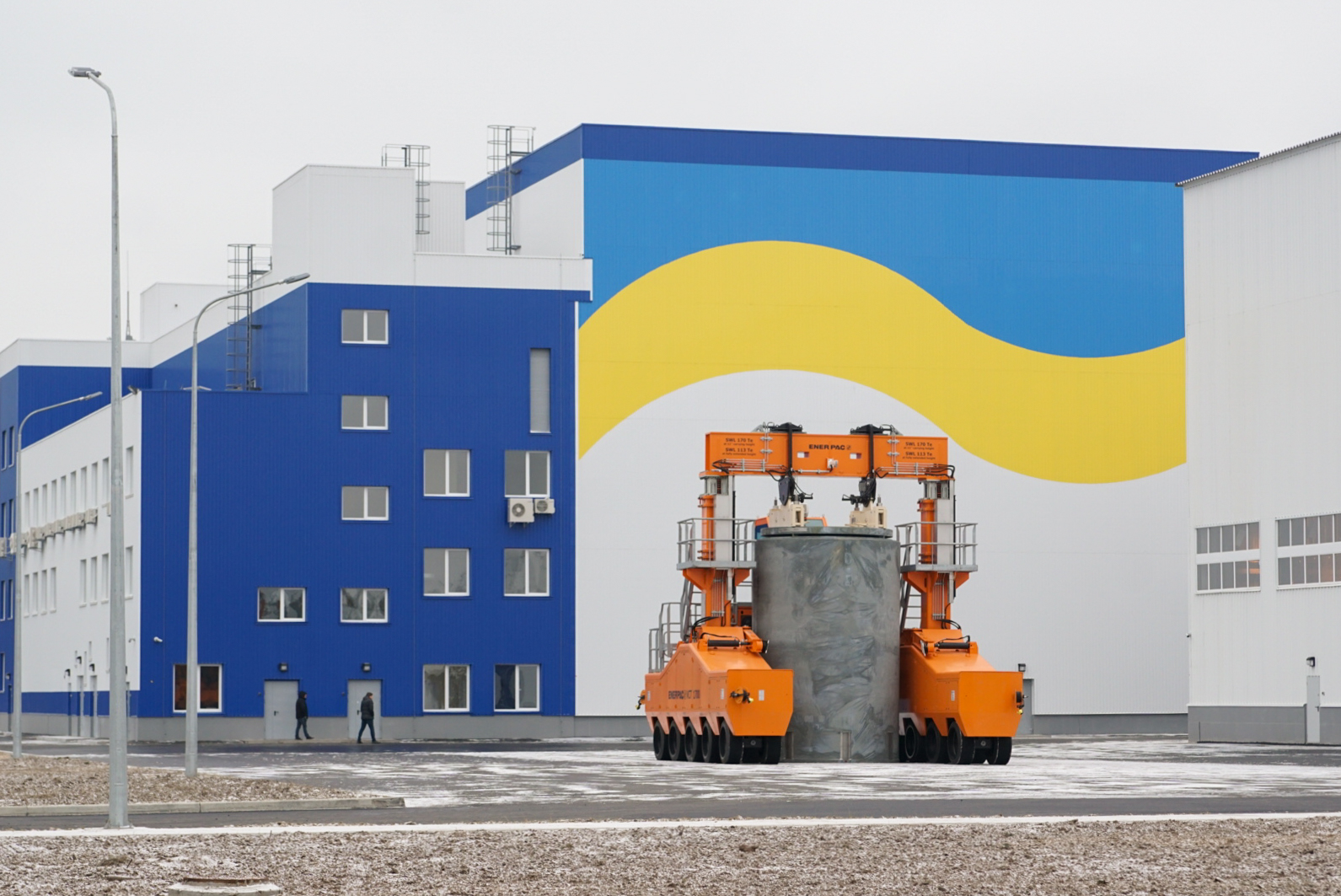
Машина для загрузки отработанного топлива

Помимо ЦХОЯТ на Украине есть собственное сухое хранилище на Запорожской АЭС и отдельное сухое хранилище ОЯТ чернобыльских реакторов (ХОЯТ-2, построено в 2001—2019 годах за счет ЕБРР).

## История
Строительство было начато в связи с необходимостью хранить ОЯТ компании «Вестингауз» и желанием Украины отказаться от переработки ядерного топлива в России. В связи с высокой стоимостью хранения ОЯТ на территории РФ , а также во исполнение «Объединенной конвенции о безопасности обращения с отработавшим топливом и о безопасности обращения с радиоактивными отходами», согласно которой все ядерные отходы принадлежат стране, где их использовали, и должны храниться на её территории, началась реализация планов по строительству Централизованного хранилища отработавшего ядерного топлива (ЦХОЯТ) в зоне отчуждения Чернобыльской АЭС.
Начало строительства готовилось 10 лет — лишь в октябре 2015 года НАЭК «Энергоатом», «Турбоатом» и Holtec International подписали в Брюсселе меморандум о взаимодействии в рамках проекта строительства ЦХОЯТ для украинских АЭС. Меморандум предусматривал передачу «Турбоатому» технологии Holtec по производству контейнеров для хранения отработавшего ядерного топлива системы HI-STORM. Прогнозная стоимость услуг «Турбоатома» для компании Holtec может достичь 200 млн долл. в течение следующих 10 лет, включая около 60 млн долл. стоимости оборудования для проекта ЦХОЯТ.
26 августа 2015 года состоялась торжественная церемония начала строительства. 
Но само строительство началось 9 ноября 2017 после утверждения 7 июня 2017 Кабмином. На церемонии начала строительства присутствовали Мэри Йованович, Владимир Кистион, Александр Горган, Анатолий Дирив и Игорь Насалик.
В сентябре 2016 ЦХОЯТ проходил экспертизу безопасности проекта строительства. Осенью 2016 года министр И. Насалик заявил, выступая в Верховной раде, что Украина теперь имеет своё хранилище отработавшего топлива, что позволит полностью диверсифицировать утилизацию. Также Насалик заявлял, что проект хранилища окупит себя за 2—2,5 года.
22 декабря 2020 года Энергоатом сообщил о завершении строительства первого пускового комплекса ЦХОЯТ .
Поскольку ядерное топливо можно перевозить только по железной дороге, именно поэтому была необходимость реконструкции этого подъездного пути. 43-километровый железнодорожный путь Вильча — Янов железной дороги Чернигов — Овруч восстановили в рекордно короткие сроки. Она соединяет центральную магистраль “Укрзализныци” с ЦХОЯТ.
Для перевозки ядерного топлива был изготовлен универсальный мобильный тягач на комбинированном ходу. Этот единственный на Украине тягач будет доставлять топливо с АЭС в ЦХОЯТ. Уникальность тягача в том, что он может передвигаться как по железной дороге, так и по обычным дорогам, аналоги таким тягачам есть только в Германии и США.
К 30-годовщине Независимости Украины вновь состоялось официальное открытие объекта. 
По информации на ноябрь 2021 года ОЯТ в хранилище ещё не завезено.

## Исполнители
С 2016-2020 гг. - занималась строительством ООО «СК Укрбудмонтаж», де-факто принадлежащее Наталье Микитась (жене Максима Микитася) и выигравшее тендер «Энергоатом» по лицензии ГИЯРУ у ЧАО «УкрЭнергоМонтаж» и строительной корпорации «УКРТРАНСБУД». С 2017 года шли работы в зоне отчуждения Чернобыльской АЭС над объектом государственного значения ЦХОЯТ. По документам строительство должно было завершиться за 2 года компанией подрядчиком Украинской государственной строительной корпорацией. Но по состоянию на 2020 строительство не было завершено и из-за постоянных увеличений сумм на строительство, поэтому с компанией Максима Микитася был расторгнут контракт. Сейчас ситуацией продолжает заниматься НАБУ.
С конца 2020 г. согласно тендерной процедуре объект строила и закончила компания ООО "БК КБР". На счету компании к тому времени было уже десятки проектов государственного значения. Именно БК "КБР" закончил строительство ЦХОЯТ .

## Подробности
Подрядчиком является Holtec International. 
Bank of America Merrill Lynch выдаст[когда?] кредит $250 миллионов на строительство, застрахованный OPIC.
Начальная смета — $1,4 млрд/₴37,217 млрд. 
Срок постройки — 16,5 лет.
Срок хранения — 100 лет.
Прошёл экспертизу МАГАТЭ[когда?], по словам Остапа Семерака. Станет первым в мире хранилищем ядерных отходов, где будут использоваться контейнеры с двойными стенками.
Строительство одного пускового комплекса стоило 110 млн долларов; общая стоимость строительства ЦХОЯТ оценивается в 1,5 млрд долларов . 
Ожидается, что проект будет экономить Украине примерно по $200 млн/₴5.5 млрд, ежегодно, уплачиваемых России за вывоз и захоронение ядерных отходов.